# Card Captor Sakura Clear Card Arc
Card Captor Sakura Clear Card Arc (jap. カードキャプターさくら クリアカード編) ist eine Manga-Serie von Clamp, die von 2016 bis 2024 in Japan erschien. Sie ist in die Genres Comedy, Magical Girl, Romantik und Shōjo einzuordnen und ist die Fortsetzung von Card Captor Sakura. 2018 wurde der Manga als Anime-Fernsehserie adaptiert.

## Inhalt
Nach ihrer abenteuerlichen Jagd nach den Clow-Cards hofft Sakura Kinomoto nun auf ein friedliches weiteres Schulleben, als sie auf die Mittelschule kommt. Sie trifft viele Freunde wieder, auch Shaoran Li ist zurückgekehrt und geht mit ihr auf dieselbe Schule. Doch dann bemerkt sie, dass ihre Clow-Cards allesamt leer geworden sind. Bei Yukito Tsukishiro, dem zweiten Wächter der Karten, machen sie die gleiche Entdeckung und bemerken, dass die Karten auch ihre Magie verloren haben. Nur Sakura selbst ist davon nicht betroffen. In einem Traum erhält sie einen neuen Schlüssel und begegnet einer geheimnisvollen Person, die über der Stadt schwebt. Der Schlüssel ist am nächsten Morgen real, und so macht sie sich mit ihren Freunden auf, das neue Rätsel der Karten zu lösen.

## Veröffentlichungen
Die Serie erschien zwischen Juni 2016 und Januar 2024 im Magazin Nakayoshi bei Kodansha. Die Kapitel wurden auch in insgesamt 16 Sammelbänden herausgebracht. Diese verkauften sich je über 250.000 mal.
Eine deutsche Übersetzung erschien von Juli 2018 bis März 2025 bei Egmont Manga mit allen 16 Bänden. Kodansha selbst bringt die Serie auf Englisch heraus, eine spanische Übersetzung erscheint bei Norma Editorial und eine chinesische bei Tong Li Publishing.

## Anime-Adaptionen
Im Jahr 2017 entstand zunächst eine Original Video Animation zum Manga, die am 13. November 2017 unter dem Titel Card Captor Sakura: Clear Card-hen Prologue - Sakura to Futatsu no Kuma veröffentlicht wurde. Bei der Produktion von Studio Madhouse führte Morio Asaka Regie und das Drehbuch schrieb Nanase Ohkawa. Das Charakterdesign entwarf Kunihiko Hamada und die künstlerische Leitung lag bei Tomoyuki Shimizu. Über die online-Plattformen Crunchyroll und Wakanim wurde der 25 Minuten lange Film mit englischen, französischen und spanischen Untertiteln herausgebracht. Funimation Entertainment veröffentlichte eine englische Synchronfassung.
Für 2018 folgte dann die Produktion einer 22-teiligen Anime-Fernsehserie, die wie die OVA bei Madhouse und mit dem gleichen Team entstand. Die Ausstrahlung der Folgen begann am 7. Januar 2018 bei NHK E und war am 10. Juni 2018 abgeschlossen. Im deutschsprachigen Raum wurde die Serie als Cardcaptor Sakura – Clear Card Arc von Peppermint Anime lizenziert und von Wakanim als Cardcaptor Sakura: Clear Card per Streaming als Simulcast verbreitet, im englischsprachigen Raum von Crunchyroll und Hulu. Funimation brachte eine englisch synchronisierte Fassung heraus.

### Synchronisation
| Rolle           | Japanische Stimme | Deutsche Stimme      |
| --------------- | ----------------- | -------------------- |
| Sakura Kinomoto | Sakura Tange      | Winnie Brandes       |
| Syaoran Li      | Motoko Kumai      | David Turba          |
| Tomoyo Daidōji  | Junko Iwao        | Patricia Strasburger |
| Kerberos        | Aya Hisakawa      | Anni C. Salander     |

### Musik
Die Musik komponierte Takayuki Negishi. Der Abspann der OVA ist unterlegt mit dem Lied Yakusoku no Sora (約束の空) von Junko Iwao. Die beiden Vorspannlieder der Fernsehserie sind Clear von Maaya Sakamoto und Rocket Beat von Kiyono Yasuno. Für die beiden Abspanne wurden die Lieber Jewelry von Saori Hayami und Rewind von Minori Suzuki verwendet.